# Apocalipse 12
Apocalipse 12 é o décimo-segundo capítulo do Livro do Apocalipse (também chamado de "Apocalipse de João") no Novo Testamento da Bíblia cristã. O livro todo é tradicionalmente atribuído a João de Patmos, uma figura geralmente identificada como sendo o apóstolo João.
Neste capítulo aparece a "Mulher do Apocalipse".

## Texto
O texto original está escrito em grego koiné e contém 17 versículos. Alguns dos mais antigos manuscritos contendo porções deste capítulo são:
- Papiro 115 (c. 275, versículos 1-5, 8-10, 12-17)
- Papiro 47 (século III, completo)
- Codex Sinaiticus (330-360, completo)
- Codex Alexandrinus (400-440, completo)
- Codex Ephraemi Rescriptus (c. 450, completo)

## Estrutura

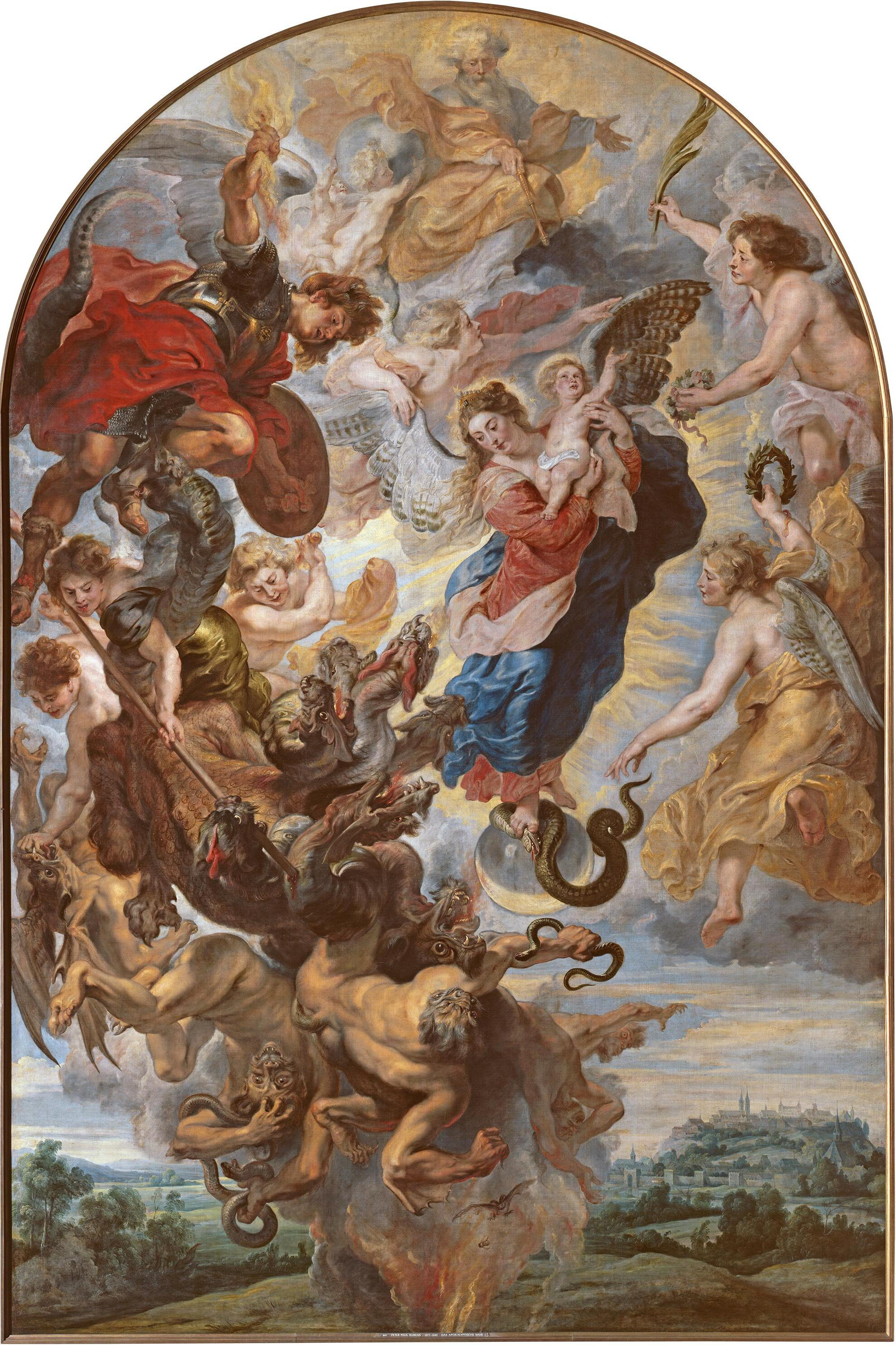
"Mulher do Apocalipse"
1623-1624. Por Rubens, na Antiga Pinacoteca de Munique, Alemanha.

Este capítulo pode ser dividido em três seções distintas:
- "A Mulher, a Criança e o Dragão" (versículos 1-6)
- "Satã expulso do Céu" (versículos 7-10)
- "A Mulher Perseguida" (versículos 11-17)

Algumas versões da Bíblia incluem como sendo o décimo-oitavo versículo deste capítulo a primeira parte do versículo 1 de Apocalipse 13, "E ficou em pé sobre a areia do mar", como é caso da Tradução Brasileira da Bíblia (Apocalipse 12:18).

## Conteúdo
Este capítulo começa descrevendo uma "mulher vestida do sol, tendo a lua debaixo dos seus pés, e uma coroa de doze estrelas sobre a sua cabeça" que sofria em trabalho de parto como um sinal no céu. Junto com ela João viu "um grande dragão vermelho com sete cabeças e dez chifres e nas suas cabeças sete diademas" que se preparava para devorar a criança prestes a nascer, descrito como o "varão que há de reger todas as nações com uma vara de ferro". Assim que ele nasceu, Deus o arrebatou para junto de si e a mulher fugiu para o deserto, onde permaneceria por "mil e duzentos e sessenta dias" (Apocalipse 12:1–6), a mesma duração do período de profecia das duas testemunhas de Apocalipse 11 e também o de blasfêmias da besta em Apocalipse 13.
João segue descrevendo uma guerra no céu entre Miguel e seus anjos contra o dragão e os seus anjos. O dragão, que ele identifica como sendo "o Diabo e Satanás", perdeu e foi lançado a terra com os seus. A vitória foi proclamada por uma "voz no céu" que comemorou a derrota do "acusador de nossos irmãos" (Apocalipse 12:7–10).
Depois da vitória, o dragão, em terra, passou a perseguir a mulher. Ela recebeu asas de águia e voou até o deserto, onde foi alimentada "um tempo, dois tempos e metade de um tempo" (compare com os "três dias e meio" em Apocalipse 11). O dragão tentou arrebatá-la lançando água de sua boca, mas a terra se abriu e engoliu a água vomitada por ele. Furioso, o dragão declarou guerra aos demais filhos da mulher, "os que guardam os mandamentos de Deus e mantêm o testemunho de Jesus" (Apocalipse 12:11–17).